# Polyadénylation
La polyadénylation consiste en l'addition d'une queue poly(A), une succession de nombreux ribonucléotides de type Adénosine (A) à l'extrémité 3' des ARNm. Chez les eucaryotes, cette étape s'effectue dans le noyau, lors de sa maturation (synthèse co-post transcriptionnelle) alors qu'il n'a pas encore subi l'épissage. Sa taille peut atteindre environ 250 nucléotides chez les eucaryotes pluricellulaires et environ 50 chez les levures. La très grande majorité des ARN messagers est polyadénylée,, ainsi que quelques ARN non codants. Il existe quelques exceptions notables comme certains ARNm viraux et les ARNm des histones.  Chez les bactéries, la polyadénylation est un signal permettant de moduler la stabilité des ARN.

Structure d'un ARN messager, avec la polyadénylation en 3' (noir)

## Synthèse
La polyadénylation est réalisée par une enzyme spécifique, la poly(A) polymérase, qui utilise l'ATP comme substrat pour allonger l'extrémité 3' de l'ARN. Cette synthèse est effectuée sans utiliser d'ADN matrice, la séquence poly(A) n'étant pas codée dans le génome. Chez les eucaryotes, ce processus s'effectue à la fin de la transcription par l'ARN polymérase II, au niveau d'un signal spécifique sur l'ARN qui se situe dans la partie non codante, la séquence de polyadénylation AAUAAA. Le processus nécessite un certain nombre d'autres facteurs comme le complexe CPSF (cleavage/polyadenylation specificity factor) qui se fixe au signal AAUAAA et réalise le clivage de l'ARN messager à l'endroit où démarre la polyadénylation, ou la protéine PCF11.

### Polyadénylation nucléaire et polyadénylation cytoplasmique
La polyadénylation s'effectue primitivement dans le noyau, avant l'export vers le cytoplasme. La queue poly(A) a tendance ensuite à raccourcir sous l'action de nucléases. Les ARN à queue poly(A) courte sont moins traduits et sont dégradés in fine. Dans certains types cellulaires, on a mis en évidence une polyadénylation cytoplasmique, qui permet de réactiver la traduction de certains ARN messagers dans des conditions spécifiques. Ceci se produit en particulier dans la lignée germinale pour des ARNm maternels dont la transcription est réactivée après la fécondation et parfois seulement après plusieurs divisions cellulaires. Ce processus semble jouer un rôle important dans les phases précoces du développement embryonnaire.
La polyadénylation cytoplasmique fait intervenir le facteur CPSF et peut soit impliquer la même poly(A) polymérase que dans le noyau ou une autre enzyme analogue. Elle intervient par exemple dans l'activation de la traduction des gènes à effet maternel, lors de la fécondation ou de l'ovogenèse.

## Fonction
La polyadénylation joue plusieurs rôles essentiels au cours des différentes étapes de la vie d'un ARN messager. Elle intervient en particulier dans la protection contre la dégradation, le transport nucléo-cytoplasmique, c'est-à-dire le passage de l'ARNm du noyau vers le cytoplasme, et enfin dans le recrutement du ribosome pour permettre sa traduction en protéine.
L'addition d'une queue poly(A) est l'une des étapes requises pour l'export des ARNm du compartiment nucléaire vers le cytoplasme. L'ajout de la queue poly(A) intervient comme point de contrôle permettant l'élimination des ARNm et des mRNP sous-optimaux (Une mRNP est une particule ribonucléoprotéique comprenant l'ARNm associé à des protéines permettant sa stabilisation, son export vers le cytoplasme et/ou sa traduction). Ainsi, les mRNP comprenant un ARNm hypo- ou  hyper-adénylé seront retenues au niveau du site de transcription, démantélées et l'ARNm sera dégradé par des mécanismes de contrôle qualité,,. 
La polyadénylation est également impliquée dans l'excision du dernier intron et joue un rôle dans la stabilité de l'ARNm. En effet la queue poly(A) module la dégradation de l'ARNm dans le cytosol : il sera d'autant moins dégradé que sa queue poly(A) est longue. Ainsi, un ARNm à longue queue poly(A) (comme l'ARNm de l'hémoglobine dans les érythrocytes) sera peu dégradé et donc beaucoup traduit, ce qui permet une production durable de la protéine correspondante. À l'inverse, les ARNm des histones qui n'ont pas du tout de queue poly(A) sont très rapidement dégradés, ce qui permet une modulation rapide de l'expression des histones au cours des cycles cellulaires car il n'y a pas d'inertie de traduction des ARNm qui perdureraient.
Dans la traduction, la polyadénylation est requise pour permettre le recrutement du ribosome et donc un démarrage de la traduction efficace (voir ci-dessous). 

### La PABP
Dans le cytoplasme, la séquence poly(A) en 3' des ARNm se lie à une protéine spécifique : la PABP ou poly(A)-binding protein. La PABP interagit à son tour avec le facteur d'initiation eIF4 qui est lié à l'extrémité 5' du même ARNm, par l'intermédiaire de la coiffe. Ainsi les ARNm forment des pseudo-cercles. Cette interaction poly(A) / coiffe est essentielle à la traduction et au recrutement du ribosome : seuls les messagers coiffés et polyadénylés sont traduits efficacement.

## Rôle chez les bactéries
Contrairement à une idée répandue, la polyadénylation en 3' des ARN est également observée chez les bactéries. La première poly(A) polymérase à avoir été purifiée est d'ailleurs celle de la bactérie Escherichia coli. À l'inverse de ce qui est observé chez les eucaryotes où elle joue un rôle stabilisateur (voir ci-dessus), la polyadénylation promeut la dégradation des ARN ainsi modifiés. C'est une machinerie enzymatique spécialisée, le dégradosome qui est responsable de la dégradation des ARNm polyadénylés.

## Utilisation en Biologie moléculaire
L'existence de la polyadénylation à l'extrémité 3' des ARN messagers est un outil très intéressant pour les biologistes. Elle permet en particulier de purifier les ARNm de l'ensemble des ARN cellulaires, en utilisant des chaînes d'ADN poly(T) greffées (oligo-dT) sur un support solide (résine chromatographique, billes magnétiques). L'ADN poly(T) s'apparie avec la queue poly(A) et forme des paires A-T, les ARN polyadénylés sont ainsi retenus sur le support solide. Par lavage du support, on élimine les autres composants cellulaires, on peut enfin récupérer les ARNm en conditions dénaturantes.
Une utilisation apparentée de la queue poly(A) des ARNm consiste à utiliser une chaîne d'ADN poly(T) pour servir d'amorce à la polymérisation d'un brin complémentaire d'ADN par une transcriptase inverse. La localisation en 3' de l'ARN messager permet ainsi de recopier l'ensemble du brin d'ARN messager en amont en ADN. Cette méthode est la première étape de la synthèse d'ADN complémentaire.